# 第91步兵師 (德國國防軍)
第91步兵師（德語：91. Infanterie-Division）是納粹德國國防軍陸軍的一個步兵師。該師於1944年1月在鲍姆霍尔德組建。
該師原定組建為第91空降師（德語：91. Luftlande-Division），但因沒有作戰需要而改編為第91步兵師。
該師組建後，調至西線，應對盟軍的登陸行動。
該師最後因受重創而於1944年8月解散，其殘部歸入其他部隊。

## 註腳
1. ↑  Mitcham（2007年）